# Mistrz Mazarine
Mistrz Mazarine (Mistrz Godzinek Mazarine) – anonimowy iluminator i miniaturzysta francuski, czynny w Paryżu w pierwszym ćwierćwieczu XV wieku.
Jego przydomek wywodzi się od Godzinek zachowanych w paryskiej Bibliotece Mazarine. Manuskrypt datowany jest na rok 1415 a jego iluminacje stylistycznie zbliżone są do stylu Mistrza Boucicaut. W 1996 roku, francuski historyk François Avril zaproponował rozdzielenie prac autorstwa Mistrza Boucicaut od iluminacji z manuskryptów, które ujawniały inny styl. W pracach anonimowego mistrza miniatury cechują postacie o delikatniejszej budowie ciała, miękkie drapowania, porcelanowe twarze. Chętnie też stosował on złote tło. Styl ten wykształcił się prawdopodobnie pod wpływem włoskiej szkoły iluminacji, jaką wprowadził w Paryżu Mistrz Inicjałów Brukselskich. W warsztatach paryskich wykonywał ilustracje dla zamożnych klientów, m.in. do zilustrowanego manuskryptu – dziennika z podróży Marco Polo. W tej samej pracy swoje iluminacje wykonali Mistrz Boucicaut, Mistrz Egerton i Mistrz Bedforda. Styl Mistrza Mazarine zauważyć można w witrażach wykonanych dla kościoła Saint-Didier w Bruyères-le-Châtel, w Diecezji Évry-Corbeil-Essonnes w latach 1420–1423 zleconych przez rodzinę szambelana królewskiego Jeana Bordes. Współpracował również z Mistrzem Cité des Dames.

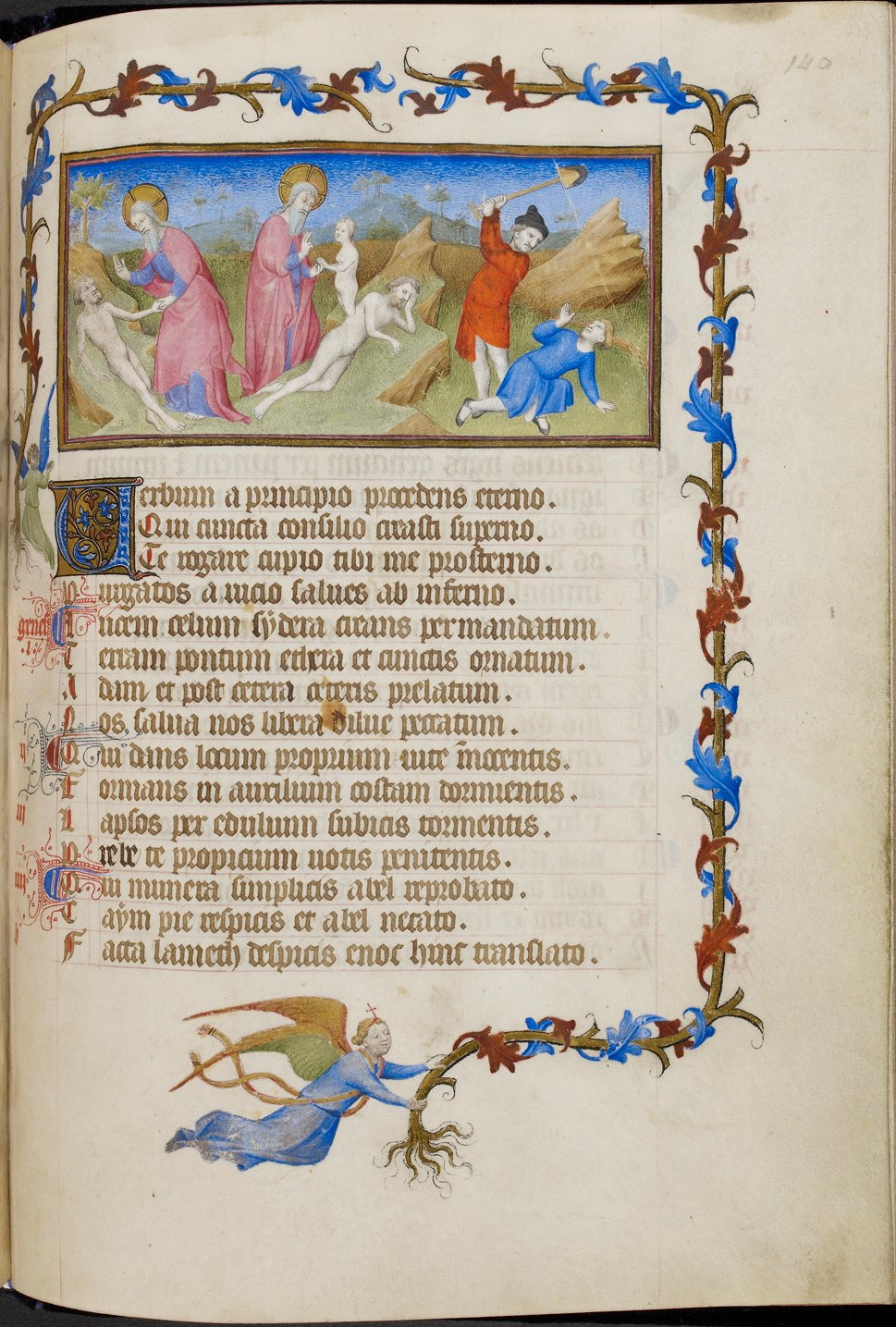
Iluminacja z Godzinek Egertona